# Stegopterus vittatus
Stegopterus vittatus är en skalbaggsart som beskrevs av Fabricius 1781. Stegopterus vittatus ingår i släktet Stegopterus och familjen Cetoniidae. Inga underarter finns listade i Catalogue of Life.